# Cantó de Bayon
El cantó de Bayon és un cantó francès del departament de Meurthe i Mosel·la, situat al districte de Lunéville. Té 27 municipis i el cap és Bayon.

## Municipis
- Barbonville
- Bayon
- Blainville-sur-l'Eau
- Borville
- Brémoncourt
- Charmois
- Clayeures
- Damelevières
- Domptail-en-l'Air
- Einvaux
- Froville
- Haigneville
- Haussonville
- Landécourt
- Lorey
- Loromontzey
- Méhoncourt
- Romain
- Rozelieures
- Saint-Boingt
- Saint-Germain
- Saint-Mard
- Saint-Rémy-aux-Bois
- Velle-sur-Moselle
- Vigneulles
- Villacourt
- Virecourt

## Història
| Data d'elecció                           | Identitat         | Partit                      | Qualitat |
| ---------------------------------------- | ----------------- | --------------------------- | -------- |
| 1945-19..                                | M. Audier         | radical                     |          |
| 19..-1988                                | Marcel Audibert   | UDSR, després divers droite |          |
| 1988-1994                                | Daniel Reiner     | PS                          |          |
| 1994-2011                                | Maurice Villaume  | PCF                         |          |
| 2011-                                    | Christophe Sonrel | PCF                         |          |
| les dades anteriors no són pas conegudes |                   |                             |          |
|                                          |                   |                             |          |

## Demografia
| A partir de 1990: Població sense dobles comptes |